# ジュエリークラフトMAKI
ジュエリークラフトMAKIは、徳島県小松島市に本社を置く有限会社マキ時計店が母体となったブライダルジュエリーの製造販売業者。

## 概要
1962年（昭和37年）に創業。1979年（昭和54年）に徳島県阿南市で会社設立。法人番号は8480002008762。当初は宝飾、時計、メガネの販売をメインに小売店として営業。2006年に本社を徳島県小松島市に移転後はブライダルジュエリーに特化し結婚指輪、婚約指輪のオーダーメイドの依頼を受け消費者に販売している。
2014年に大阪府大阪市北区に手作り結婚指輪の受注に特化した工房をオープン。

## 主要取引先
- 赤坂ユニベイス
- シーフォース株式会社
- 株式会社鈴峯